# Slovenská Strela (trein)
De Slovenská Strela (Slowaaksepijl) is een sneltrein op de verbinding Praag - Bratislava.

## Geschiedenis

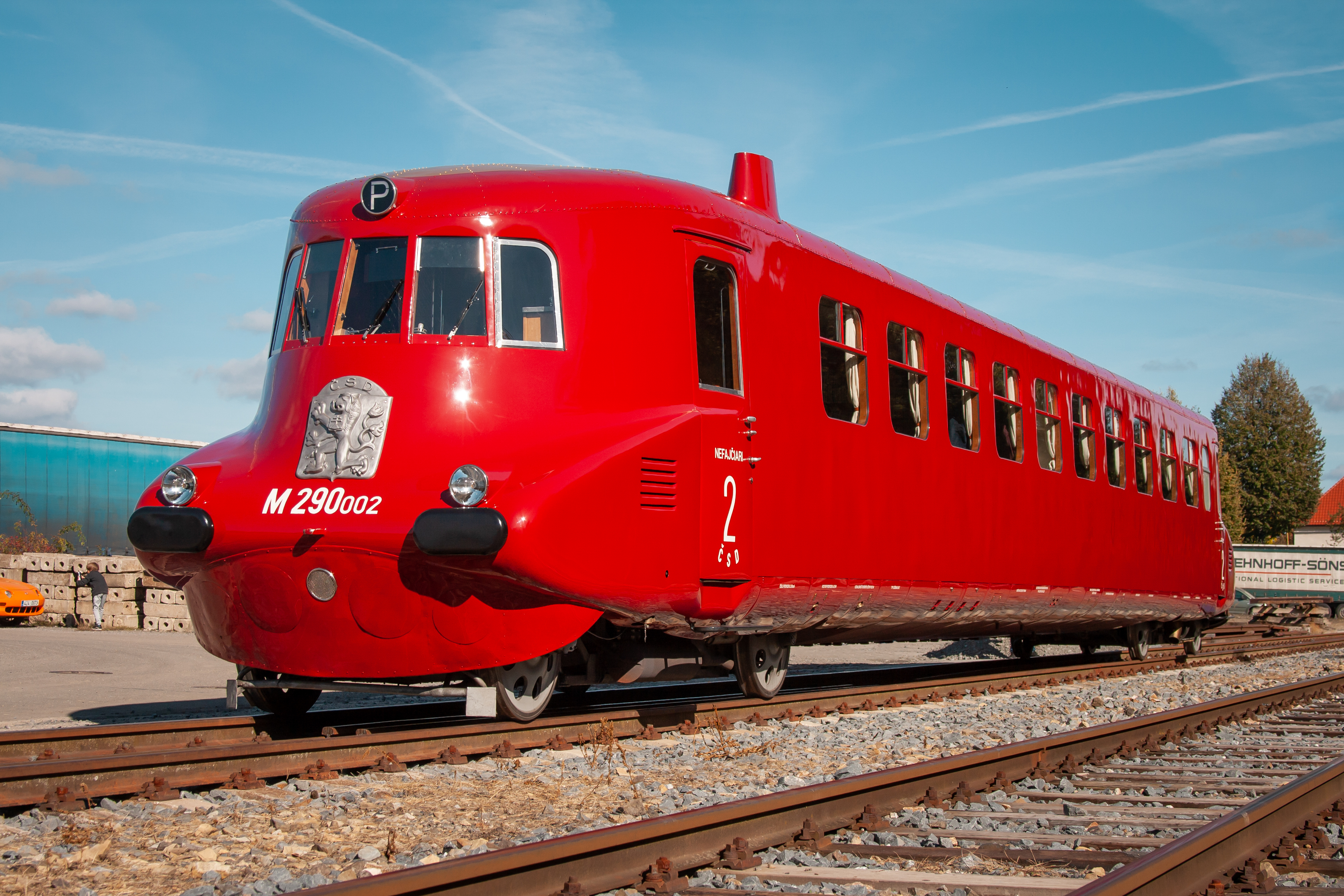
Treinstel serie M 290.0 uit 1936

In 1936 werd de trein door de Československé státní dráhy (ČSD) geïntroduceerd als snelle verbinding op de route tussen de twee grote steden van Tsjecho-Slowakije. Destijds was de trein de snelste van de ČSD. Voor de Tweede Wereldoorlog werd de dienst uitgevoerd met speciaal voor de trein gebouwde treinstellen van de serie M 290.0, die ook Slovenská Strela werden genoemd. Tijdens de Tweede Wereldoorlog is de treindienst gestaakt. In 1945 is de dienst hervat met getrokken treinen met stoom en dieseltractie. In 1965 werd de trein omgedoopt, maar dat werd al na twee jaar teruggedraaid. Na de splitsing van Tsjecho-Slowakije in 1993 werd de dienst door de České dráhy (ČD) voortgezet.

## EuroCity

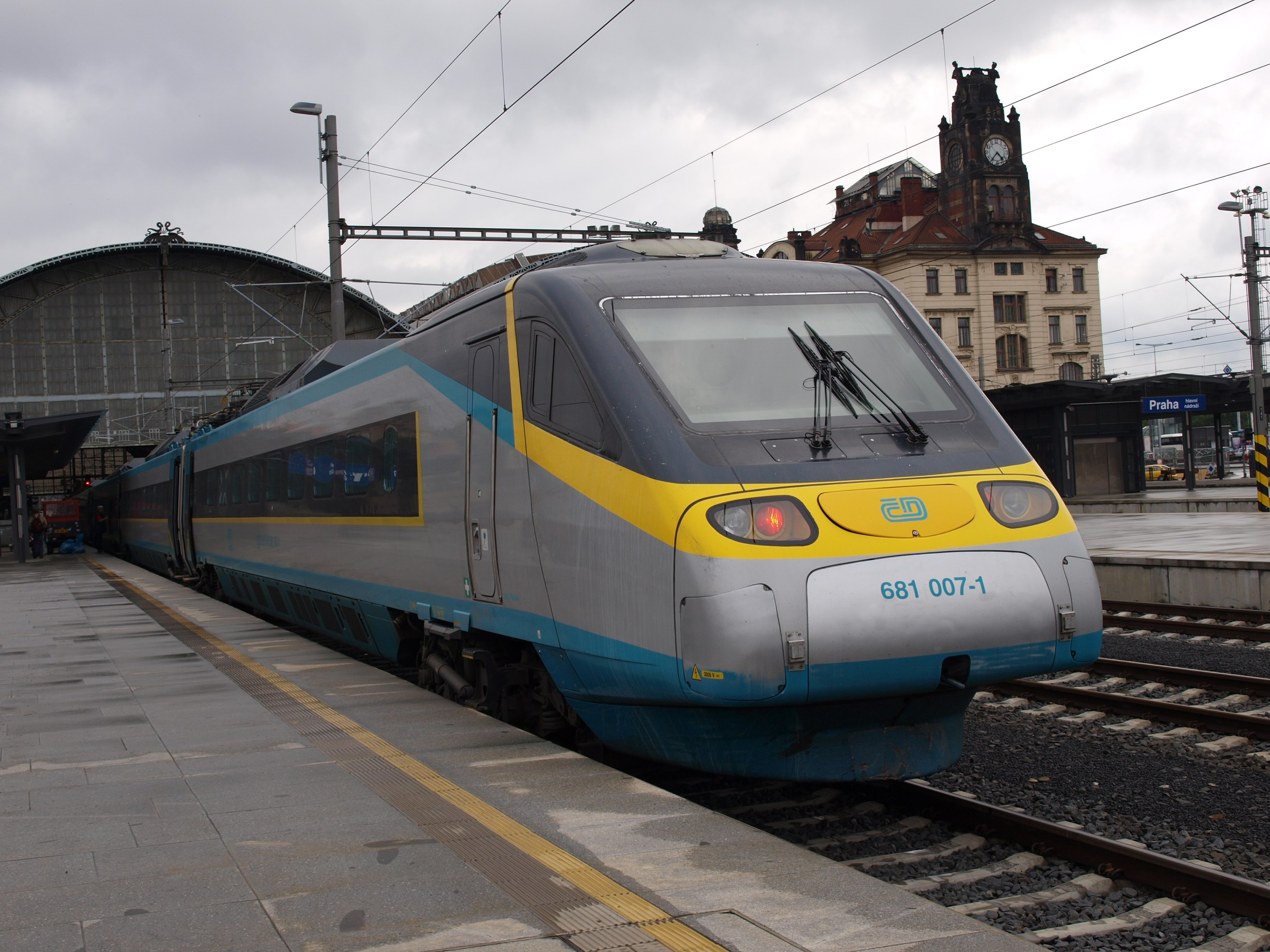
Treinstel serie 680 uit 2006

Op 1 juni 2001 werd de Slovenská Strela opgewaardeerd tot EuroCity maar was de route beperkt tot het grensbaanvak Bratislava - Břeclav, dat door de splitsing van Tsjecho-Slowakije inmiddels internationaal was geworden. In 2006 werd overgeschakeld van getrokken materieel op treinstellen van de ČD serie 680. Hierbij werd de oorspronkelijke route in ere hersteld en de trein omgenummerd in EC 18 voor de rit westwaarts en EC 19 voor de rit oostwaarts. Op 10 december 2010 werd weer overgestapt op getrokken materieel en voert de trein ook doorgaande rijtuigen mee voor Ostseebad Binz in Duitsland.